# راینهاردسهاگن
راینهاردسهاگن (به آلمانی: Reinhardshagen) یک شهر در آلمان است که در کسل واقع شده‌است. راینهاردسهاگن ۴٬۹۵۴ نفر جمعیت دارد.